# 恋するシロクマ
『恋するシロクマ』（こいするシロクマ）は、ころもによる日本の漫画作品。『月刊コミックジーン』（KADOKAWA メディアファクトリー）にて、2015年7月号より連載中。
捕食者と被捕食者の立場であるシロクマとアザラシの同性同士の恋愛をテーマにしている。

## 沿革
2015年6月15日発売の『月刊コミックジーン』7月号から連載を開始。2016年12月、本作の「ぷちアニメ化」決定が発表される。
2017年3月4日から「ぷちアニメ」が全国の映画館にて放映。同年3月15日発売の『月刊コミックジーン』4月号には、本作のドラマCD「ふぶきのよる」が付属。単行本第3巻の限定版のドラマCDとは内容が異なっている。
掲載されない期間を経て、2021年6月号より連載が再開されている。

## 登場キャラクター
アザラシ君
声 - 花江夏樹
シロクマさんに求愛され、恐怖でいつも震えている。
シロクマさん
声 - 梅原裕一郎
性別や種族の違いに関わらずアザラシ君を愛している。
キャシー
声 - 柿原徹也
キャサリン。通称キャシー。ふたりの恋をはげます、きっぷのいい性格。
シャチ
声 - 大谷亮平
キャシーのダーリンのシャチ。食物連鎖の頂点たる存在で、寡黙。

## 書誌情報
- ころも『恋するシロクマ』KADOKAWA〈MFコミックス ジーンシリーズ〉、既刊5巻（2021年12月27日現在）
  1. 2016年1月27日発売[1][13]、ISBN 978-4-04-067892-4
  2. 2016年8月27日発売[14]、ISBN 978-4-04-068528-1
    - ふわふわタオル付き限定版[15]、ISBN 978-4-04-068529-8

  3. 2017年3月27日発売[6][16]、ISBN 978-4-04-069091-9
    - ドラマCD付き限定版[6][17]、ISBN 978-4-04-068914-2

  4. 2018年4月27日発売[18][19]、ISBN 978-4-04-069830-4
    - ふわふわビッグポーチ付き限定版[18][20]、ISBN 978-4-04-069833-5

  5. 2021年12月27日発売[21][22]、ISBN 978-4-04-680956-8

## 劇場アニメ
「ぷちアニメ」として2017年3月4日より全国約50館の映画館にて予告編前に上映されている。上映時間は1分。それに先駆け3月1日よりYouTubeでも動画を公開している。

### スタッフ
- 原作 - ころも「恋するシロクマ」（KADOKAWA「月刊コミックジーン」連載中）
- 監督・脚本 - 市川量也[10]
- 音響監督 - 山田陽
- 制作 - ギャザリング
- 製作幹事 - 松竹ナビ、KADOKAWA[24]

### テーマソング
メインテーマ
シナリオアート「コールドプラネット」
使用曲
シナリオアート「プラトニックホワイト」「パシフィックスピーチ」

### 各話リスト
| 話数  | サブタイトル | 上映日  | 配信日         |
| ----- | ------------ | ------- | -------------- |
| 第0話 | 出会い       | -       | 2017年 3月1日  |
| 第1話 | すれ違い     | 3月4日  | 7月1日         |
| 第2話 | 食べるなら   | 5月13日 | 8月1日         |
| 第3話 | 誤解         | 7月1日  | 9月1日         |
| 第4話 | 不安         | 9月4日  | 11月4日        |
| 第5話 | お星さま     |         | 2018年 1月15日 |
| 第6話 | 食物連鎖     |         | 3月1日         |
| 第7話 | お揃い       |         | 5月4日         |
| 第8話 | 苦しい（1）  |         | 7月6日         |
| 第9話 | 苦しい（2）  |         | 9月7日         |

| サブタイトル | 配信日   |
| ------------ | -------- |
| 氷壁ドン     | 10月13日 |
| アイの重さ   | 12月1日  |
| これが正解   | 2月1日   |

## コラボレート

### 2017年
2017年4月15日から30日まで、本作のアニメのコラボカフェを東京都秋葉原のcollabo cafe honpoにて開催。店頭にアザラシ君とシロクマ君の巨大看板が飾られ、限定メニューが販売された。同年5月、プリンセスカフェでも本作とのコラボレートが複数の店舗にて実施され、フードメニューを販売。

### 2018年
2018年4月27日から、本作のアニメとカラオケパセラがコラボレートを開催。東京都のカラオケパセラ新宿靖国通り店にてフードメニューの販売などが実施された。
同年4月、映画『君の名前で僕を呼んで』とコラボレート。作者のころもによる描きおろしコラボイラストが公開された。
同年6月にはドラマ『おっさんずラブ』とコラボレート。同年4月に六本木駅に掲示されていた『おっさんずラブ』の広告をもとに、ころもによって描きおろされたコラボイラストを公開している。
同年7月、映画『マイナス21℃』と『ウインド・リバー』の2作とコラボレート。両作とのコラボビジュアルが公開された。アウトドア専門店のL-Breath新宿店では『マイナス21℃』とのコラボレート企画を実施し、その来店特典としてころもが描きおろした限定ポストカードがプレゼントされている。同年8月にアニメの最新キービジュアルが発表され、プレゼントキャンペーンを実施した際にも、『マイナス21℃』とコラボレートしている。

### 2022年
2022年1月22日から2月14日まで、神奈川県の八景島シーパラダイスとコラボレートし、イベントを開催。
同年10月、本作のアニメが歌舞伎俳優の中村壱太郎と尾上右近とコラボレートすることを発表。10月25日から12月8日まで「ネイチャーチャリティープロジェクト 歌舞伎舞踊『恋するシロクマ』」という名称のクラウドファンディング企画を実施し、「アザラシ君とシロクマさんをイメージした創作舞踊を舞い、生物多様性や気候変動について考えるきっかけを作る」という内容のイベントを開催することを目標としている。